# Ruiny Gedi
Ruiny Gedi – stanowisko archeologiczne w Kenii, obejmujące ruiny miasta muzułmańskiego ludu Suahili z XIII–XVII wieku, położone w Gedi w hrabstwie Kilifi, w sąsiedztwie parku narodowego Arabuko Sokoke National Park, wpisane w 2024 roku na listę światowego dziedzictwa UNESCO.

## Historia
Nie wiadomo, jakie były okoliczności i powody założenia osady. Miasto Gedu ludu Suahili istniało od XIII do XVII wieku, około XVI wieku miasto pozostawało niezamieszkałe przez około 50 lat. Prawdopodobnie Portugalscy kolonizatorzy ani inni Europejczycy nie znali Gedi; miasto nie pojawia się w zapisach arabskich ani suahilskich, ani w żadnych innych źródłach historycznych. Mieszkańcy miasta najpewniej kontaktowali się z kupcami zamorskimi. Ludność miasta jest szacowana na około 2500 osób.
Gedi zostało wyludnione w XVII wieku (być może przez powtarzające się napaści ludu Galla, armii z Mombasy lub brak wody) i porosło lasem, w którym rośnie co najmniej 50 gatunków drzew m.in. baobaby, Gyrocarpus americanus czy Sterculia appendiculata. W XVIII wieku ruiny okupowało plemię Oromo (Galla).
Europejczycy po raz pierwszy dowiedzieli się o mieście za sprawą archeologa Jamesa Kirkmana. Pod jego nadzorem wykopaliska prowadzili tubylcy, pracami kierowała Karisa Ndyura. W 1927 roku ruiny zostały uznane za zabytek (ang. national monument). 
Ruiny są dostępne dla turystów od 1948 roku, w tymże roku także rozpoczęto wykopaliska – pierwsze w rejonie Afryki Wschodniej. Przy wejściu do ruin znajduje się nastawiona na gości zagranicznych Kipepeo Butterly Farm – pierwsza w Kenii motylarnia. 
W 2024 roku podczas odbywającej się w New Delhi 46. sesji Komitetu Światowego Dziedzictwa Gedi wpisano na listę światowego dziedzictwa UNESCO. 
Stanowiskiem zarządza organizacja National Museums of Kenya. 

## Architektura
Ruiny są położone 2 km od zatoki Mida oraz 5 km od morza, prawdopodobnie w czasach świetności miasta ta odległość była jeszcze większa. Miasto zajmowało powierzchnię około 0,25 km² i było otoczone kamiennymi murami. Północna część była bogatsza i znajdował się tam pałac i budynki z kamienia, natomiast część południowa zasiedlona przez biedniejszych mieszkańców obejmowała lepianki kryte strzechą. W XVI wieku odgrodzono bogatszą część od biedniejszej murem wewnętrznym. Poza murem wewnętrznym znajdowały się także tereny uprawne.
Wszystkie budynki były jednokondygnacyjne, zbudowano je z wapienia koralowego. Do najważniejszych należą: pałac z portykiem i dziedzińcem oraz komnatami bez okien, które mogły służyć jako skarbiec, kompleks domów z nazwami związanymi z odkrytymi w nich artefaktami: „dom z nożycami”, „dom ze skrzynką z kości słoniowej”, „dom dau” (z malowidłem arabskiego żaglowca), „dom z zapadniętym dziedzińcem”. Budynki były zaopatrzone w dobrej jakości łazienki, przewyższające nawet niektóre dzisiejsze kenijskie sanitariaty.
W Gedi znajdowało się siedem meczetów, w pobliżu pałacu znajduje się wielki meczet piątkowy, z rzeźbą przedstawiającą grot nad wejściem – jest to typowy symbol wschodnioafrykańskich szczepów pasterskich. Przy meczecie znajduje się głęboka na 50 m studnia, zapewne wykorzystywana do ablucji.
Przy meczecie znajduje się obcy dla architektury islamskiej grobowiec kolumnowy (drugi taki z XIX wieku znajduje się w Malindi) oraz „grobowiec z datą” – na epitafium wyryto 802 rok Hidżry czyli 1399 rok w kalendarzu gregoriańskim, co pozwoliło datować miasto.

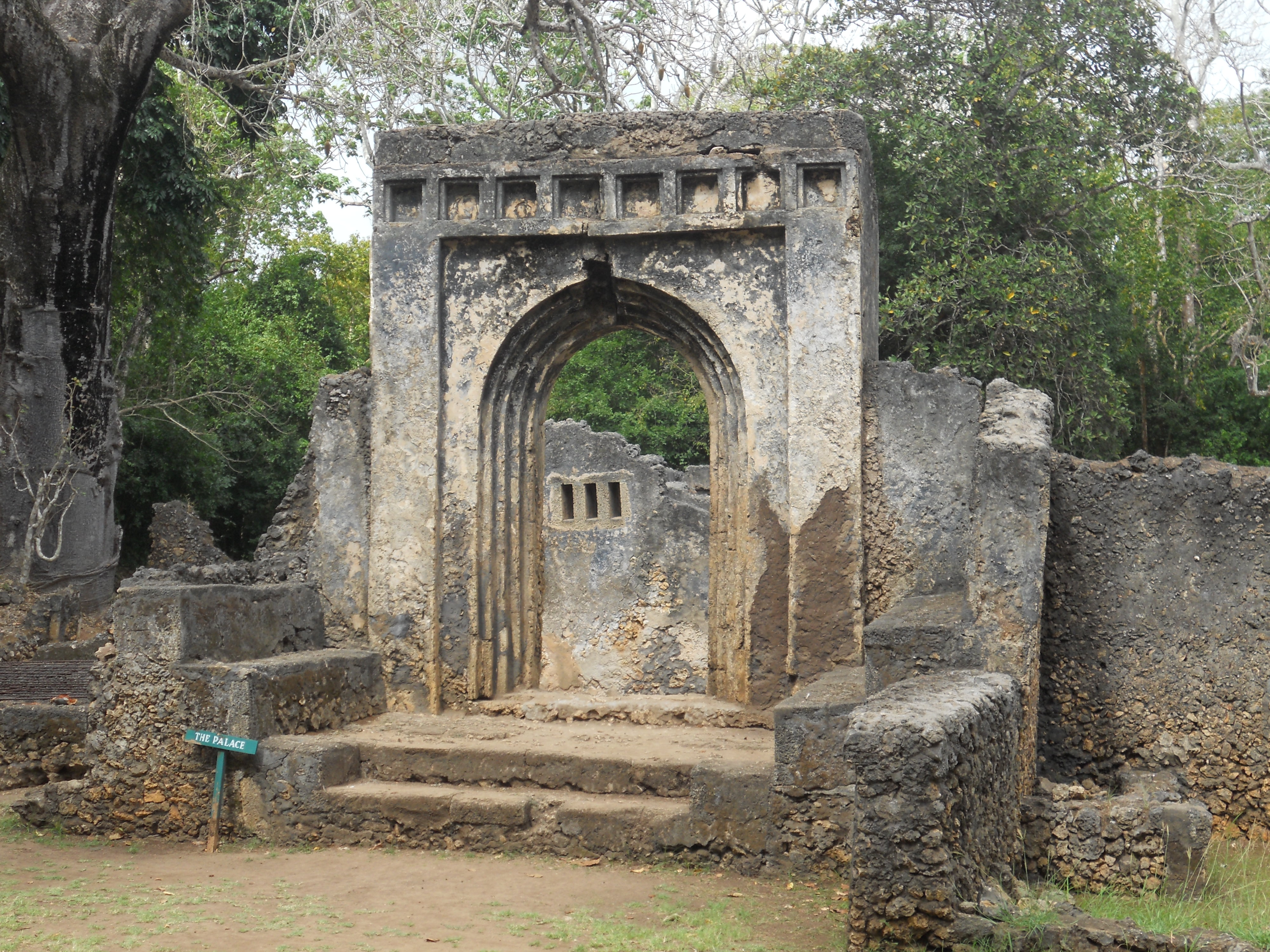
Portyk pałacu
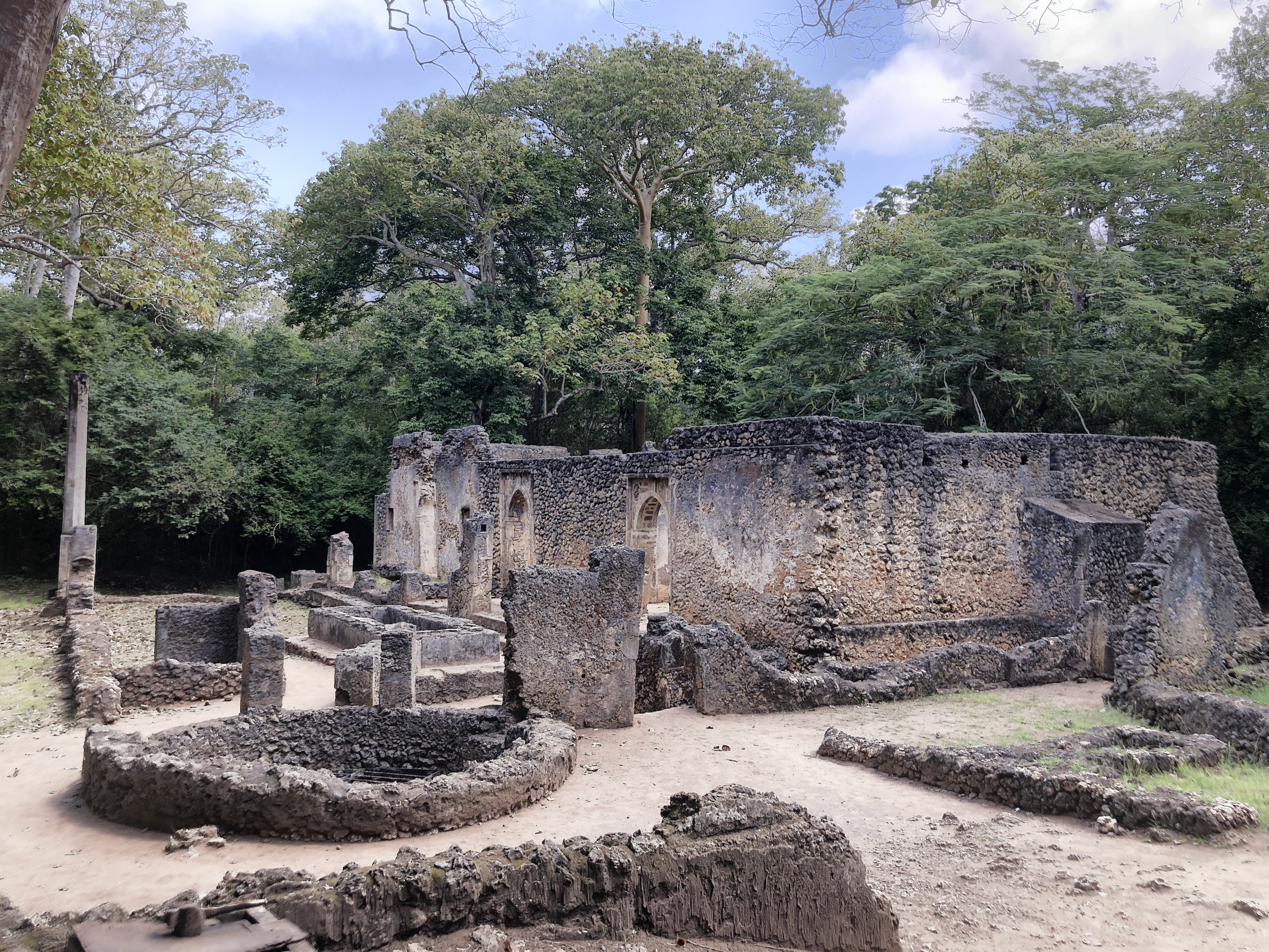
Wielki meczet
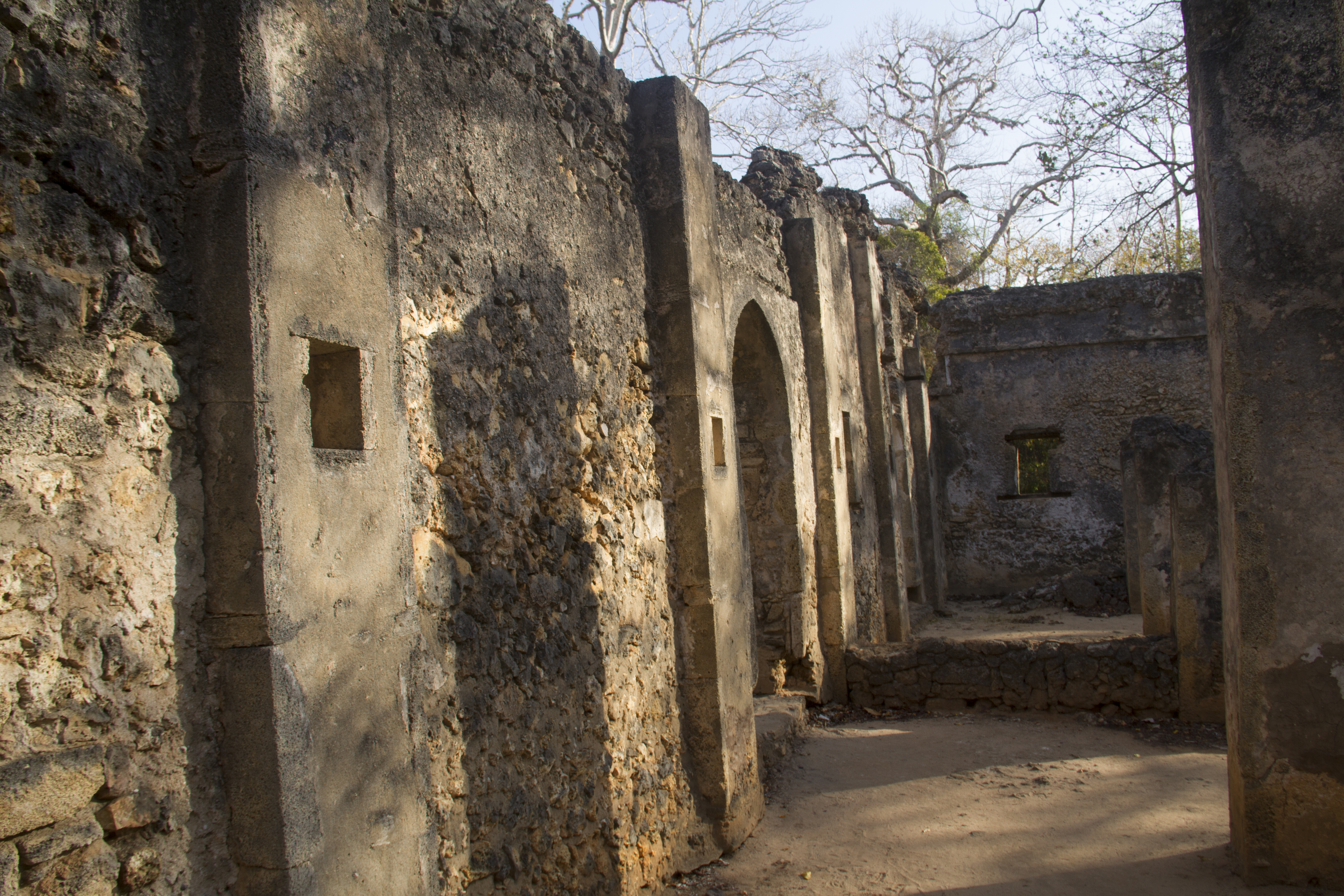
Wnętrze meczetu
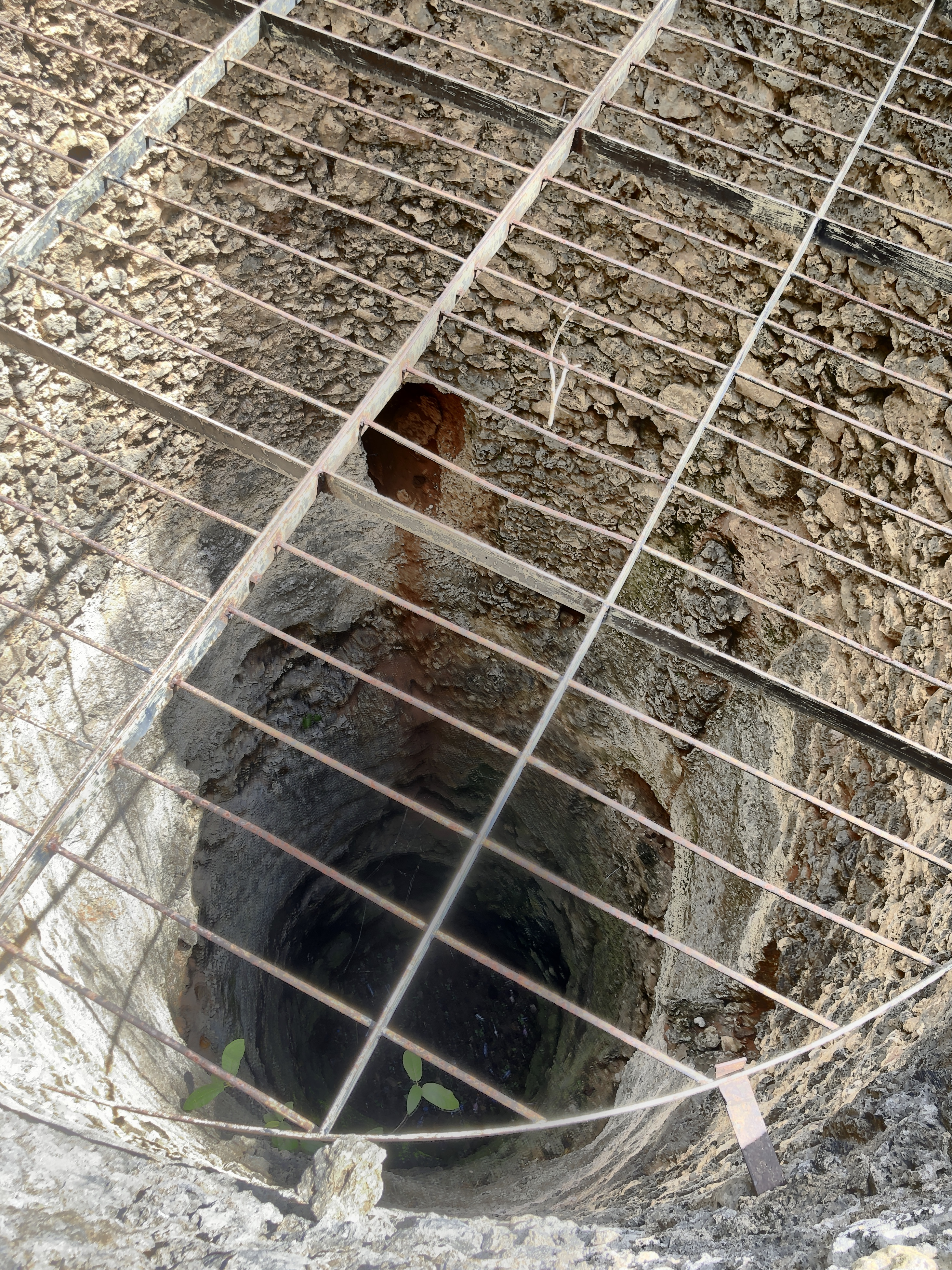
Studnia
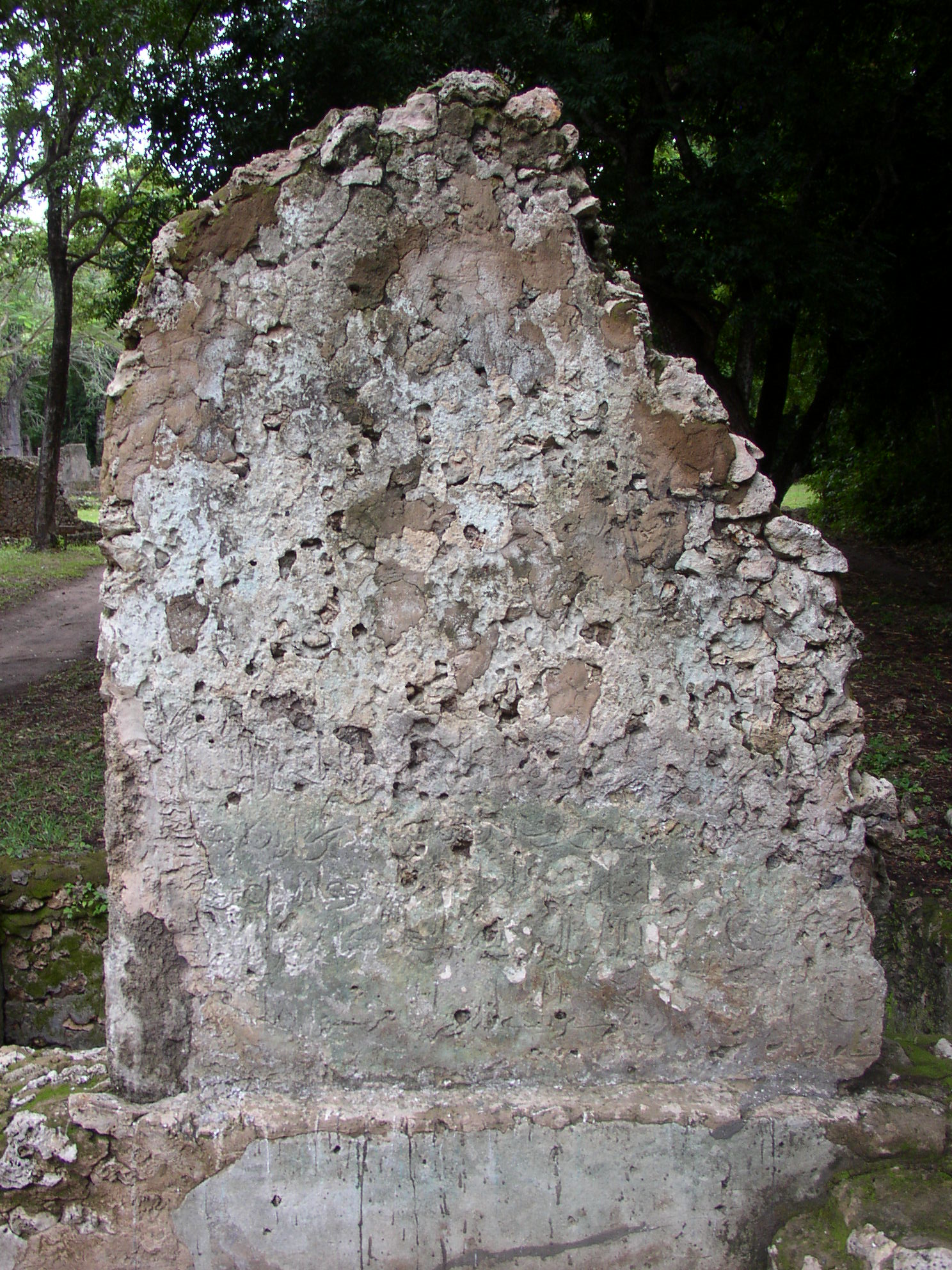
Stela nagrobna z datowaną inskrypcją arabską
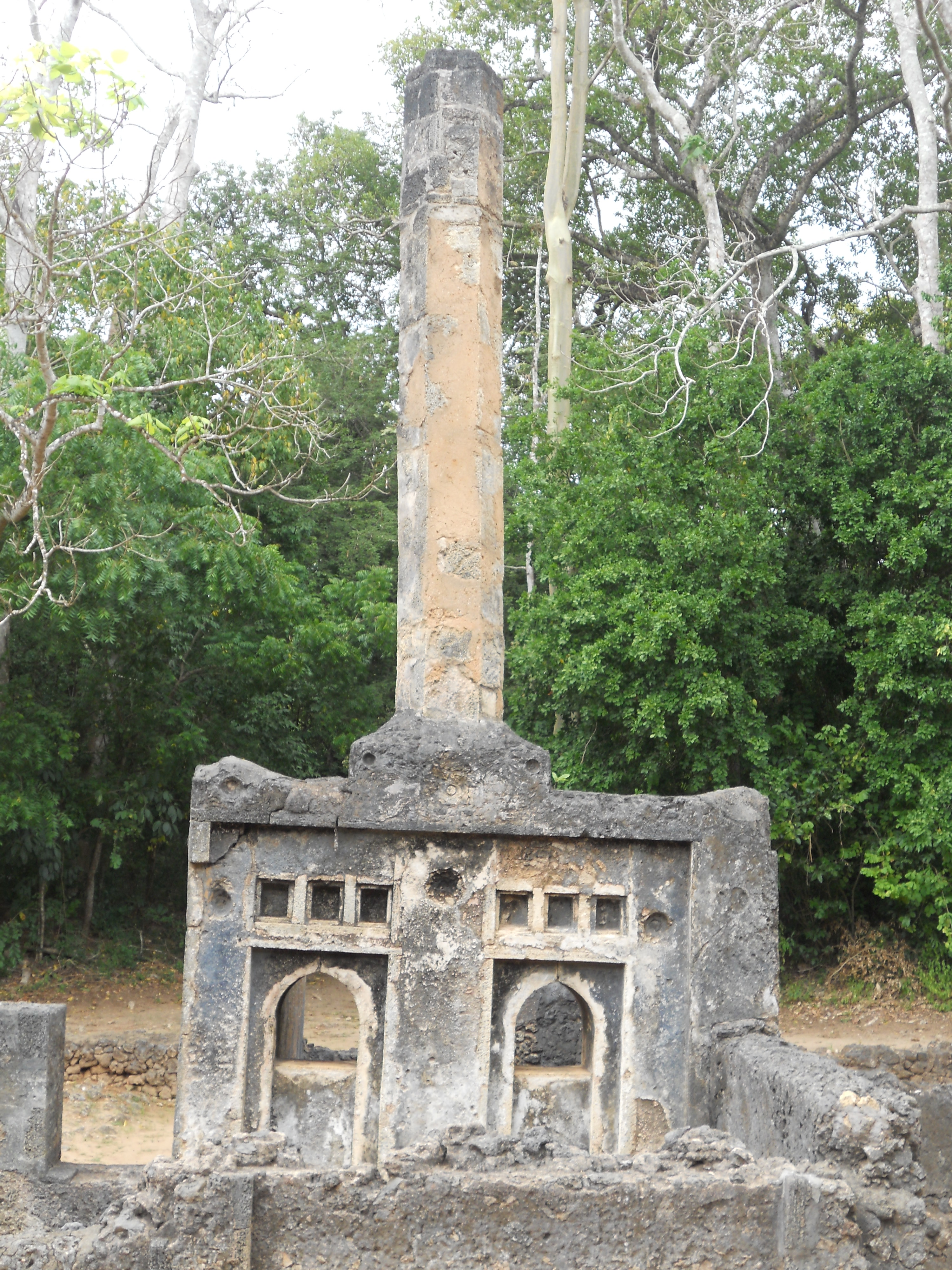
Grobowiec kolumnowy
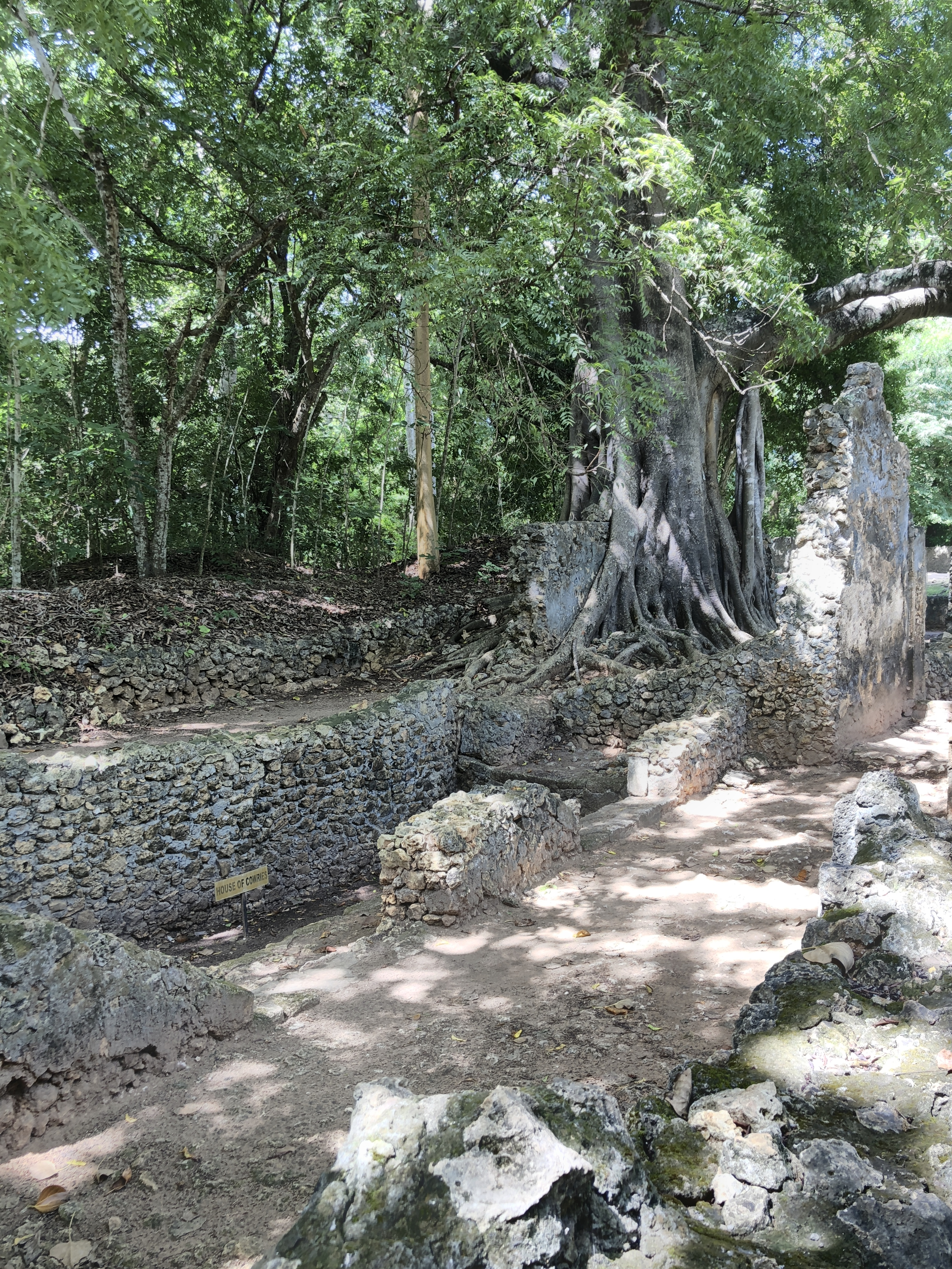
„Dom kauri”